# Sagrario Martínez Carrera
Sagrario Martínez Carrera (Madrid, 10 de mayo de 1925 - Madrid, 18 de diciembre de 2011) fue una química española.

## Biografía
En 1948 se licenció en Ciencias Químicas en la Universidad Complutense de Madrid y en 1955 obtuvo un doctorado. Fue profesora de Investigación del Consejo Superior de Investigaciones Científicas (CSIC), trabajó en el Departamento de Cristalografía del Instituto de Química Física Rocasolano de Madrid desde 1950. Este Departamento se puede considerar heredero de la Sección de Rayos X que formó Julio Palacios en 1948 en el Instituto Alonso Santa Cruz. Realizó estancias postdoctorales en la Universidad de Ámsterdam.
En 1962 ingresó en la Universidad de Pittsburg, en Estados Unidos, donde aprendió cálculo electrónico, que puso a punto a su vuelta a Madrid y que le permitieron avanzar en el estudio estructuras cristalinas. Formó parte del Grupo Español de Cristalografía y Crecimiento Cristalino, del Comité Español de Cristalografía. También trabajó para la Unión Internacional de Cristalografía, de hecho en 1956 coorganizó en Madrid la primera reunión internacional de esta sociedad.
En 1974 desarrolló un importante trabajo en la organización de una conferencia internacional sobre Dispersión Anómala. Asistieron personalidades científicas de la talla de Dorothy Hodgkin, Premio Nobel de Química, 1964, Paul P. Ewald y Rudolf Mössbauer entre otros.
Jugó un papel fundamental en la introducción en España de la programación informática en cristalografía. La importancia de su trabajo científico ha sido reconocida por autores internacionales, siendo citada en "Women of Science, Righting the Record", editado por Gabriele Kass-Simon, Patricia Farnes y Deborah Nash, y en "Notable Women Scientists", editado por Pamela Proffitt.
Realizó tareas de gestión y tuvo gran importancia en la organización del CSIC, formó parte del Comité Científico Asesor.